# Acanthoscelides subaequalis
Acanthoscelides subaequalis är en skalbaggsart som beskrevs av Johnson 1970. Acanthoscelides subaequalis ingår i släktet Acanthoscelides och familjen bladbaggar. Inga underarter finns listade i Catalogue of Life.